# امیش، کرواسی
اُمیش (به کرواتی: Omiš) شهری در ایالت اسپلیت-دالماتیا کشور کرواسی است که جمعیت آن در سال ۲۰۱۱ میلادی ۱۵٬۳۸۸ نفر بوده‌است.